# Зашижемське сільське поселення (Сернурський район)
Зашиже́мське сільське поселення (рос. Зашижемское сельское поселение) — муніципальне утворення у складі Сернурського району Марій Ел, Росія. Адміністративний центр — село Зашижемьє.

## Історія
Станом на 2002 рік існували Зашижемська сільська рада (село Зашижемьє, присілки Велике Онучино, Мале Онучино, Ошеть, Соловйово) та Кугушенська сільська рада (село Кугушень, присілки Калеєво, Козлоял, Моркінер, Тараканово, Часовня).

## Населення
Населення — 1279 осіб (2019, 1505 у 2010, 1477 у 2002).

## Склад
До складу поселення входять такі населені пункти:
| Населений пункт          | Населення, осіб (2002) | Населення, осіб (2010) |
| ------------------------ | ---------------------- | ---------------------- |
| Велике Онучино, присілок | 99                     | 83                     |
| Зашижемьє, село          | 427                    | 467                    |
| Калеєво, присілок        | 593                    | 588                    |
| Козлоял, присілок        | 8                      | 1                      |
| Кугушень, село           | 155                    | 186                    |
| Мале Онучино, присілок   | 17                     | 11                     |
| Моркінер, присілок       | 38                     | 28                     |
| Ошеть, присілок          | 8                      | 8                      |
| Соловйово, присілок      | 17                     | 12                     |
| Тараканово, присілок     | 100                    | 107                    |
| Часовня, присілок        | 15                     | 14                     |